# 林富元
林富元（Bob Lin）

## 現任職位
- 矽谷橡子園創投 (Acorn Campus；Acorn Venture) 共同創辦人
- 矽谷天使群 (SVT Silicon Valley Angel)共同創辦人
- 北京遠盟康健共同創辦人與董事
- 臺灣宇智顧問(Phycos)執行董事
- 美國矽谷洋智投資銀行(OceanIQ) 董事

## 曾任職位
- 美國孚能能源(www.farasis.com)董事
- 上市公司共同創辦人Pine Photonotics (Opnext)
- Luxnet 董事/顧問
- MONDAY Tech董事（興奇科技。售于Yahoo）
- Greatland Electronics 大朋電子副董事長
- Luxnet 華星光通董事
- 衛寧健康(Winning Health)顧問

## 著作
- 2003 暢銷書“成功還不夠, 快樂才是至寶”
- 2004 經濟部金書獎 “創造價值, 脫穎而出”
- 2005 暢銷書“百戰百勝商職場, 8+12 突破原則”
- 2007 暢銷書“超快樂, 助你突破困境”
- 2011 教育書“成功者的家庭學”
- 2014暢銷書“天使投資告白”
- 2016 暢銷書“賺錢創業家想的和你不一樣”
- 2018 暢銷書“從小玩到大 一路玩到發”
- 長期專欄：經濟日報，工商時報，創新雜志，e天下，今周刊，以及廣受歡迎卡通漫畫家

## 經歷
- 全球與矽谷玉山科技協會理事長, 數屆理事
- 兩屆矽谷國際華商會會長
- 矽谷新竹姊妹縣委員會會長
- 北加州台商會數屆理事
- 南方血統 Southern Breed搖滾樂團原始創辦人